# Fudbalski klub Igman Konjic
Il Fudbalski klub Igman Konjic, noto semplicemente come Igman Konjic oppure Igman, è una squadra di calcio bosniaca con sede nella città di Konjic.

## Palmarès

### Competizioni nazionali
- Prva liga Federacije Bosne i Hercegovine: 1

2021-2022
- Druga Liga Federacije Bosne i Hercegovine: 5

2005-2006, 2008-2009, 2012-2013, 2015-2016, 2016-2017

### Altri piazzamenti
- Coppa di Bosnia:

Semifinalista: 2021-2022

## Organico

### Rosa 2024-2025
Aggiornata al 16 maggio 2025.
| N. |                                 | Ruolo | Calciatore                |
| -- | ------------------------------- | ----- | ------------------------- |
| 4  | Bosnia ed Erzegovina (bandiera) | C     | Armin Bešagić             |
| 5  | Bosnia ed Erzegovina (bandiera) | D     | Amir Velić                |
| 6  | Bosnia ed Erzegovina (bandiera) | D     | Amer Drljević             |
| 7  | Bosnia ed Erzegovina (bandiera) | A     | Anel Hebibović (capitano) |
| 8  | Bosnia ed Erzegovina (bandiera) | C     | Elvedin Herić             |
| 10 | Bosnia ed Erzegovina (bandiera) | C     | Damir Sadiković           |
| 11 | Bosnia ed Erzegovina (bandiera) | A     | Miloš Aćimović            |
| 12 | Bosnia ed Erzegovina (bandiera) | P     | Aldin Ćeman               |
| 15 | Macedonia del Nord (bandiera)   | D     | Nehar Sadiki              |
| 16 | Colombia (bandiera)             | A     | José Mulato               |
| 17 | Bosnia ed Erzegovina (bandiera) | D     | Kenan Hebibović           |
| 18 | Bosnia ed Erzegovina (bandiera) | A     | Said Duranović            |

| N. |                                 | Ruolo | Calciatore       |
| -- | ------------------------------- | ----- | ---------------- |
| 20 | Bosnia ed Erzegovina (bandiera) | C     | Bakir Nurković   |
| 22 | Croazia (bandiera)              | D     | Luka Posinković  |
| 23 | Bosnia ed Erzegovina (bandiera) | C     | Anes Hrustanović |
| 24 | Serbia (bandiera)               | C     | Ivan Đorić       |
| 28 | Bosnia ed Erzegovina (bandiera) | A     | Aldin Mešić      |
| 30 | Bosnia ed Erzegovina (bandiera) | P     | Igor Rončević    |
| 33 | Serbia (bandiera)               | D     | Milan Spremo     |
| 44 | Bosnia ed Erzegovina (bandiera) | D     | Edis Buturović   |
| 55 | Bosnia ed Erzegovina (bandiera) | D     | Adin Bajrić      |
| 76 | Portogallo (bandiera)           | A     | Aires Sousa      |
| 77 | Inghilterra (bandiera)          | A     | Tyler Burey      |
| 99 | Bosnia ed Erzegovina (bandiera) | A     | Mirsad Ramić     |

## Allenatori
- Fahrudin Zejnilović (2002-2003)
- Edin Prljača (2003-2004)
- Velibor Pudar (2009-2010)
- Adis Obad (2013-2014)
- Faik Kolar (2014-2015)
- Adis Obad (2017-2018)
- Nedim Jusufbegović (2018-2019)
- Emir Tufek (2019)
- Fadil Hodžić (2019-2020)
- Milomir Šešlija (2020–2021)
- Adnan Elezović (2021–2022)
- Husref Musemić (2022-2023)
- Dženis Ćosić (2023)
- Edis Mulalić (2023-2024)
- Adnan Elezović (2024)
- Husref Musemić (2024)
- Zvezdan Milošević (2025)
- Alen Peternac (2025–ora)